# Ігнатій Лукасевич
Ян Юзеф Ігнатій Лукасевич (пол. Jan Józef Ignacy Łukasiewicz; 8 березня 1822, Задушники — 7 січня 1882, Хоркувка) — польський та австро-угорський фармацевт, хімік-технолог, бізнесмен, винахідник гасової лампи (1853), і, насамперед, батько нафтової промисловості на теренах сучасної України і Польщі. 
Брав участь у розробці Й. Зегом методу отримання гасу шляхом дистилювання сирої нафти. Заснував першу у світі нафтову копальню «Франек» глибиною 50 м (1854) і перший нафтопереробний завод на теренах сучасної Польщі (1856) і другий на теренах Австро-Угорщини після фабрики Зега у Львові (1854). Був великим лідером спільноти та одним з найвідоміших філантропів Галичини. Сприяв створенню садів, будівництву доріг і мостів, шкіл, лікарень, боровся з бідністю та алкоголізмом у регіоні.

## Біографія
Народився у шляхетній сім'ї вірменського походження. У нього було четверо братів і дві сестри — Марія і Емілія та два брати — Александер і Францішек. У 1830 сім'я переїхала до Ряшева, де він закінчив чотири класи гімназії та вимушений був працювати.
У 1836—1840 був учнем в аптеці в Ланьцуті. У той же час він став брати участь у різних політичних організацій, що підтримують ідею відновлення польського суверенітету. У 1840—1846 роках в Ряшеві працював в окружній аптеці.
У 1846 році за участь у революційних подіях відсидів два роки в тюрмі.
Після звільнення переїхав із Ряшева до Львова, де з серпня 1848 року працював у аптеці «Під золотою зіркою» (пол. Pod Złotą Gwiazdą, тепер це аптека на вулиці Коперника, 1), яка належала Петрові Міколяшу та на той час була найбільшою у Галичині.
У 1852 отримав ступінь магістра фармації у Віденському університеті. В цьому ж році у лабораторії аптеки на прохання Міколаша, Лукасевич і його помічник — Ян Зег проводили дослідження з перегонки нафти. Після тисяч експериментів із ропою Зег і Лукасевич розробили методику дистиляції й очистки нафти. У привілеї від 2 грудня 1853 на технологію очистки нафти зазначений один автор винаходу — Йоган Зег, що Лукасевич ніколи не опротестовував ні в суді, ні іншим чином.. Гасову лампу виконав бляхар Адам Братковський на основі оливової лампи і роль Лукасевича у цьому невідома, оскільки винахід не був запатентований.
У 1853 перша лампа освічувала вітрину аптеки «Під золотою зіркою». Того ж року хірург львівського міського госпіталю Заорський зробив першу термінову нічну операцію пацієнтові Владиславу Холецькому при світлі гасових ламп.
У 1854 році заснував першу в Європі нафтову копальню «Франек» у селі Бубрка біля Кросна, де нині діє музей.
Брав участь у Віленській (1873), Львівській (1877) господарських виставах, 1877 р. очолював перший нафтовий конгрес у Львові.
У 1880 р. створив Крайове нафтове товариство.
1878—1881 рр. здобув мандат до Галицького сейму та лобіював чимало нафтовидобувних проектів.

## Пошана
Був нагороджений орденом Залізної Корони і папським орденом святого Григорія, золотою медаллю 25-ліття нафтового промислу, почесним громадянством Кросна та Ясна. У Львові на вулиці Вірменській, 20, біля ресторації-музею «Гасова лямпа», стоїть пам'ятник винахідникам гасової лампи — Ігнатію Лукасевичу та Яну Зегу (авторство — скульптор Володимир Цісарик).
Від 1974 року Ряшівський політехнічний університет (Ряшівська політехніка) носить ім'я Ігнатія Лукасевича (пол. Politechnika Rzeszowska im. Ignacego Łukasiewicza).

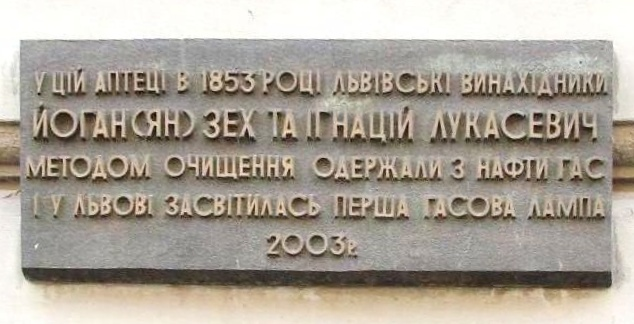
Меморіальна таблиця в приміщенні аптеки «Під золотою зіркою» у Львові
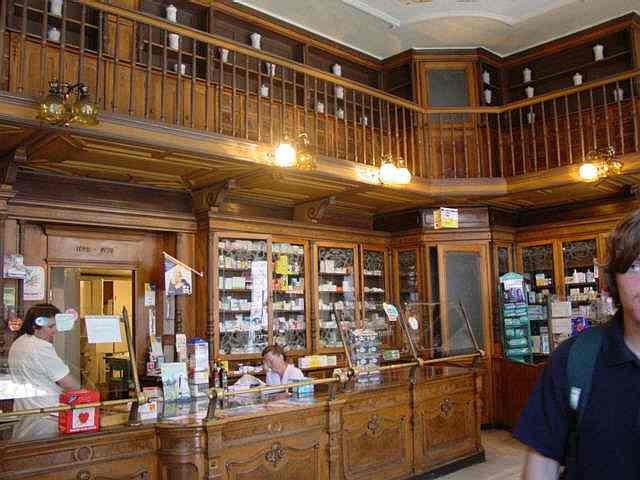
Аптека Міколяша «Під золотою зіркою» у Львові
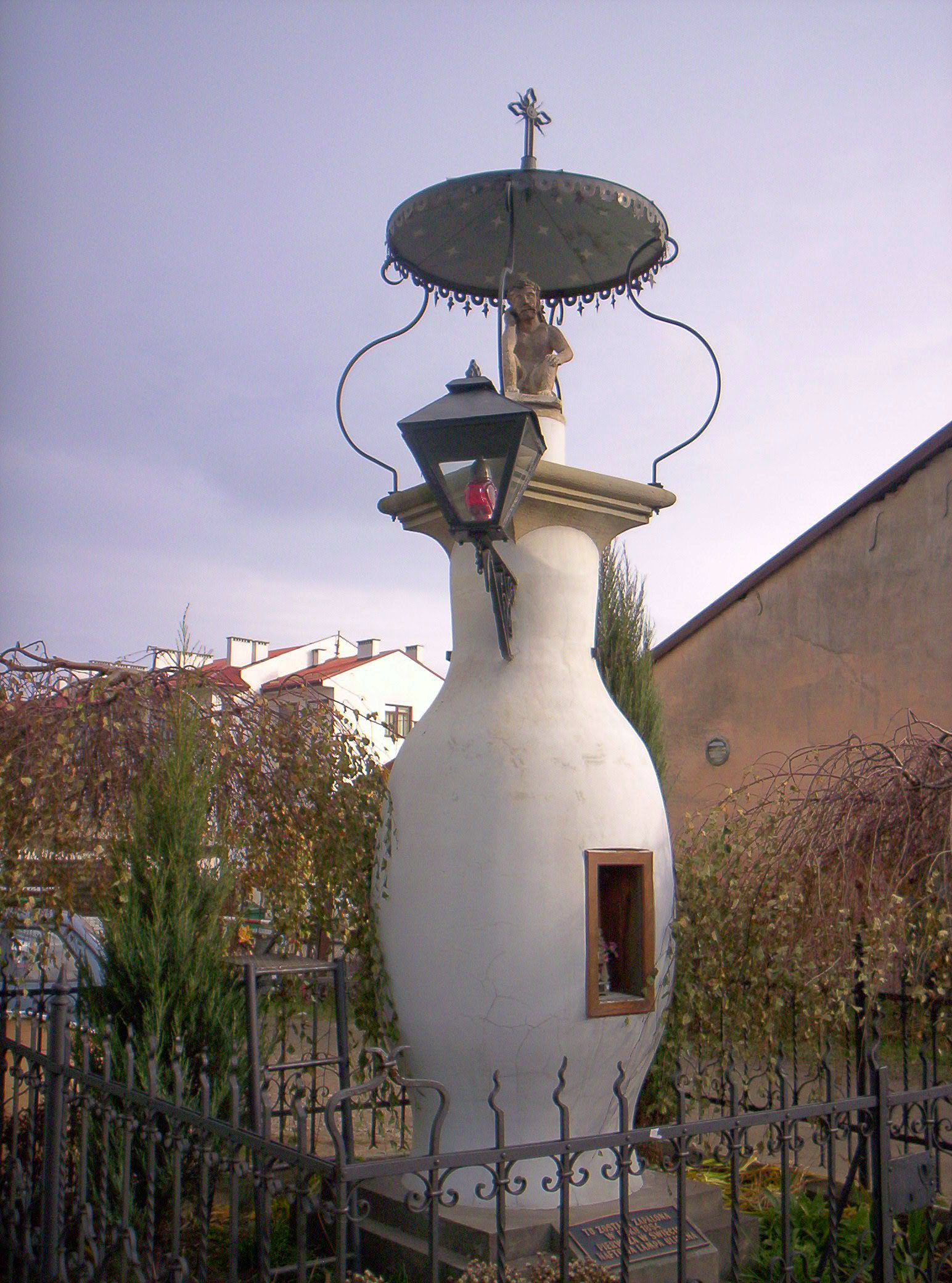
Пам'ятник «Тут була запалена у 1894 році перша у світі вулична гасова лампа» (м. Горлиці, Польща)
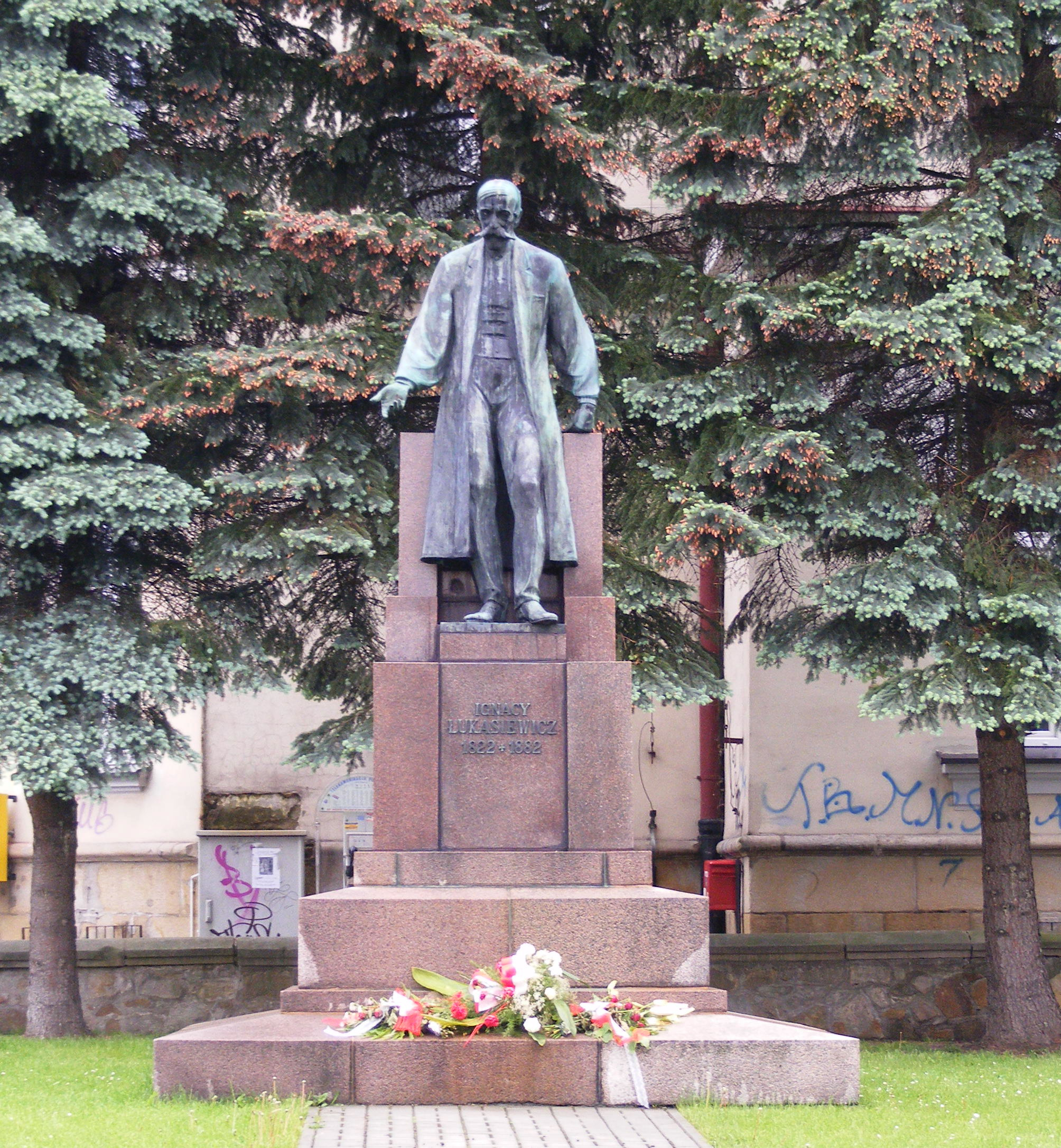
Пам'ятник Ігнатію Лукасевичу (м. Кросно, Польща)
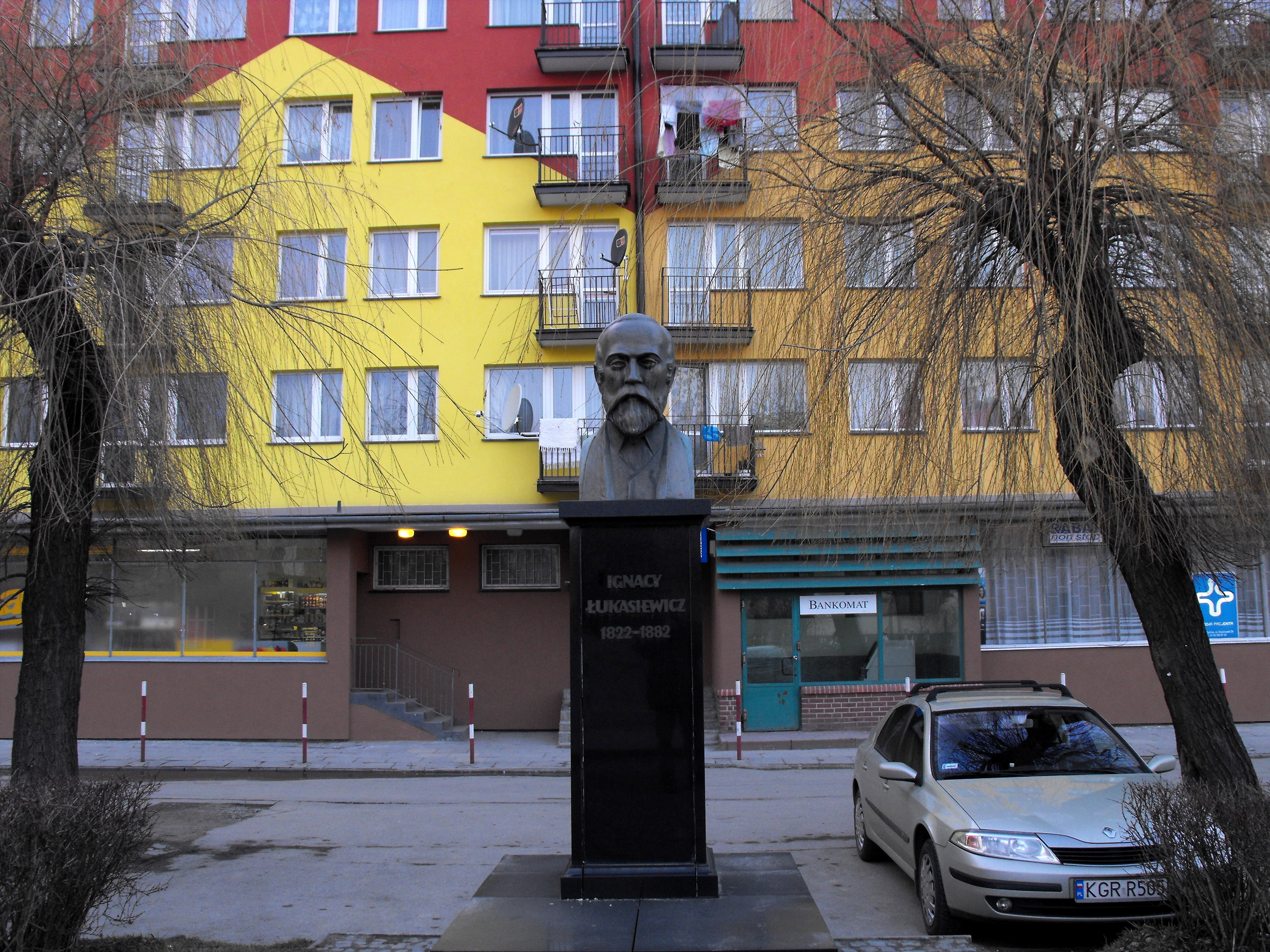
Пам'ятник Ігнатію Лукасевичу (м. Горлиці, Польща)
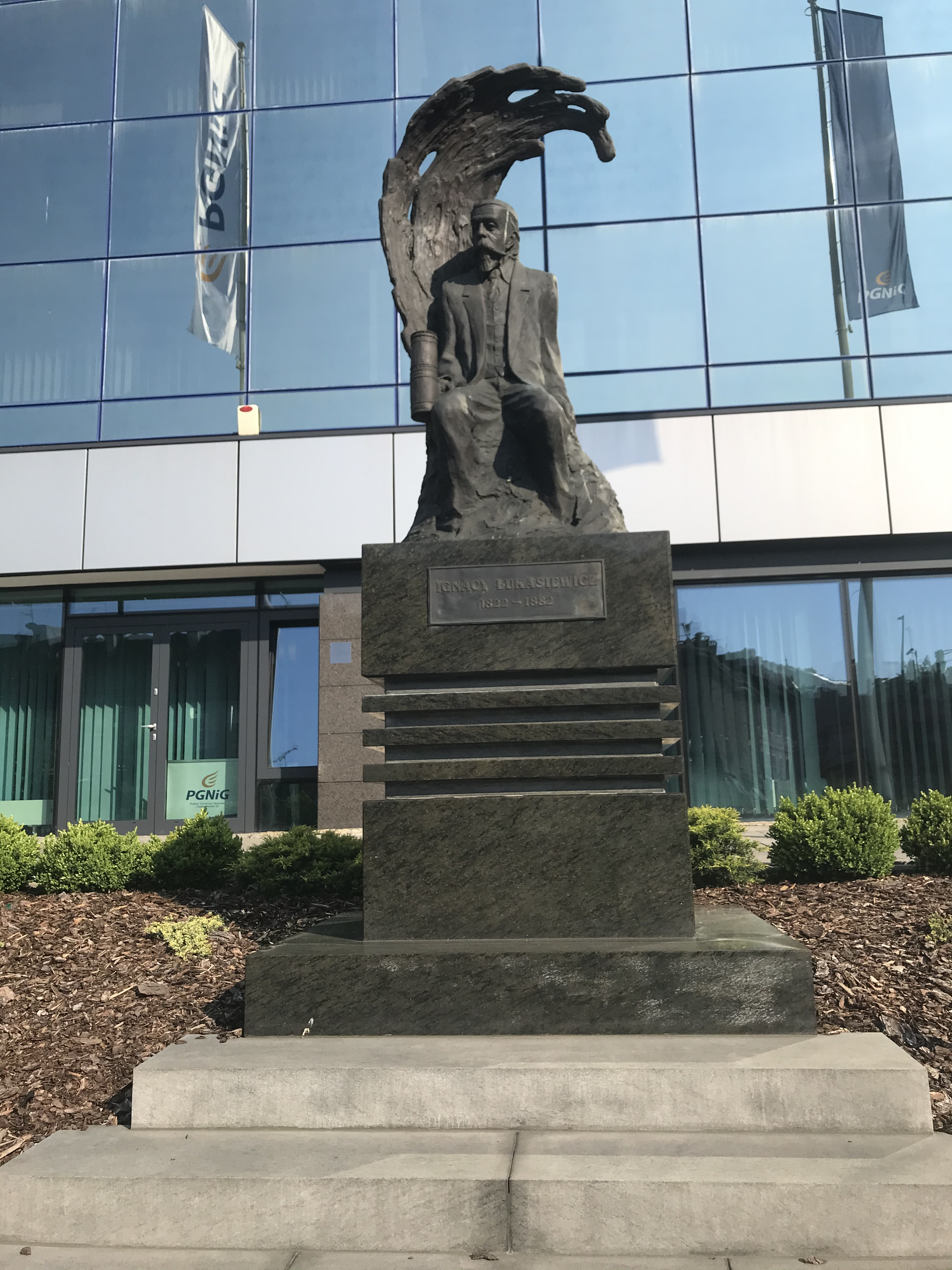
Пам'ятник Ігнатію Лукасевичу (м. Зелена Гура, Польща)
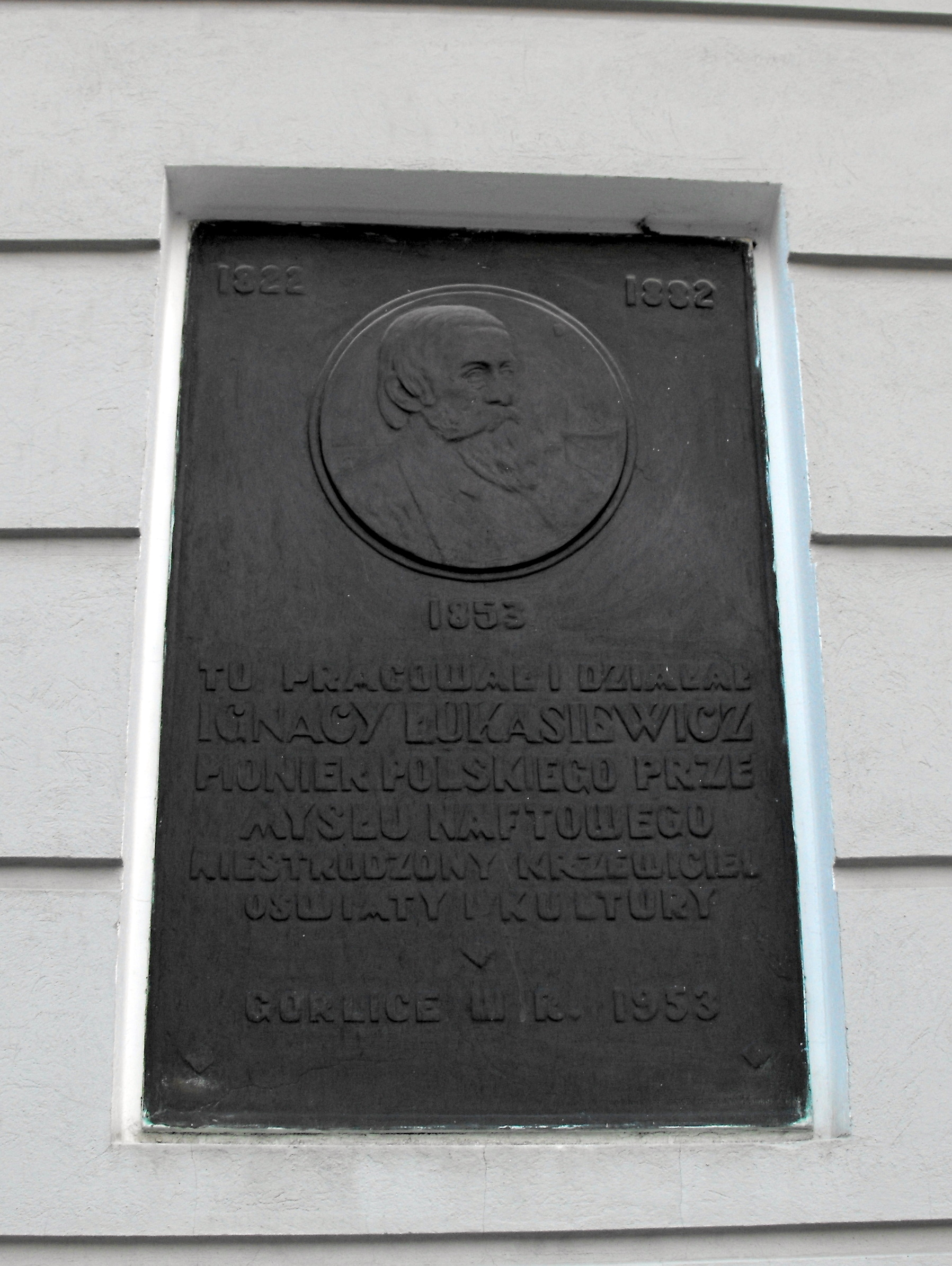
Пам'ятна таблиця Ігнатію Лукасевичу, встановлена 1953 року на стіні ратуші (м. Горлиці, Польща)
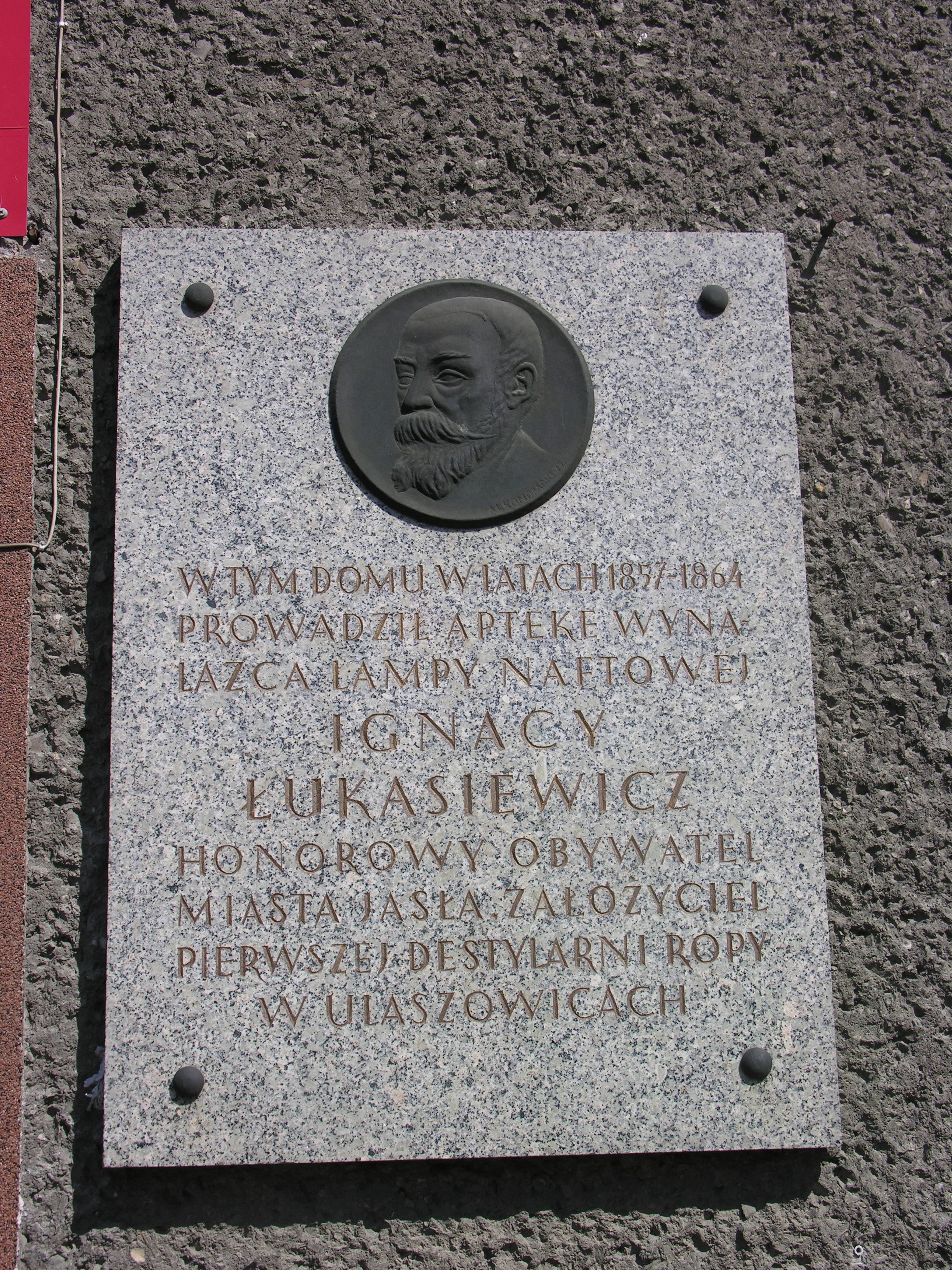
Пам'ятна таблиця Ігнатію Лукасевичу (м. Ясло, Польща)
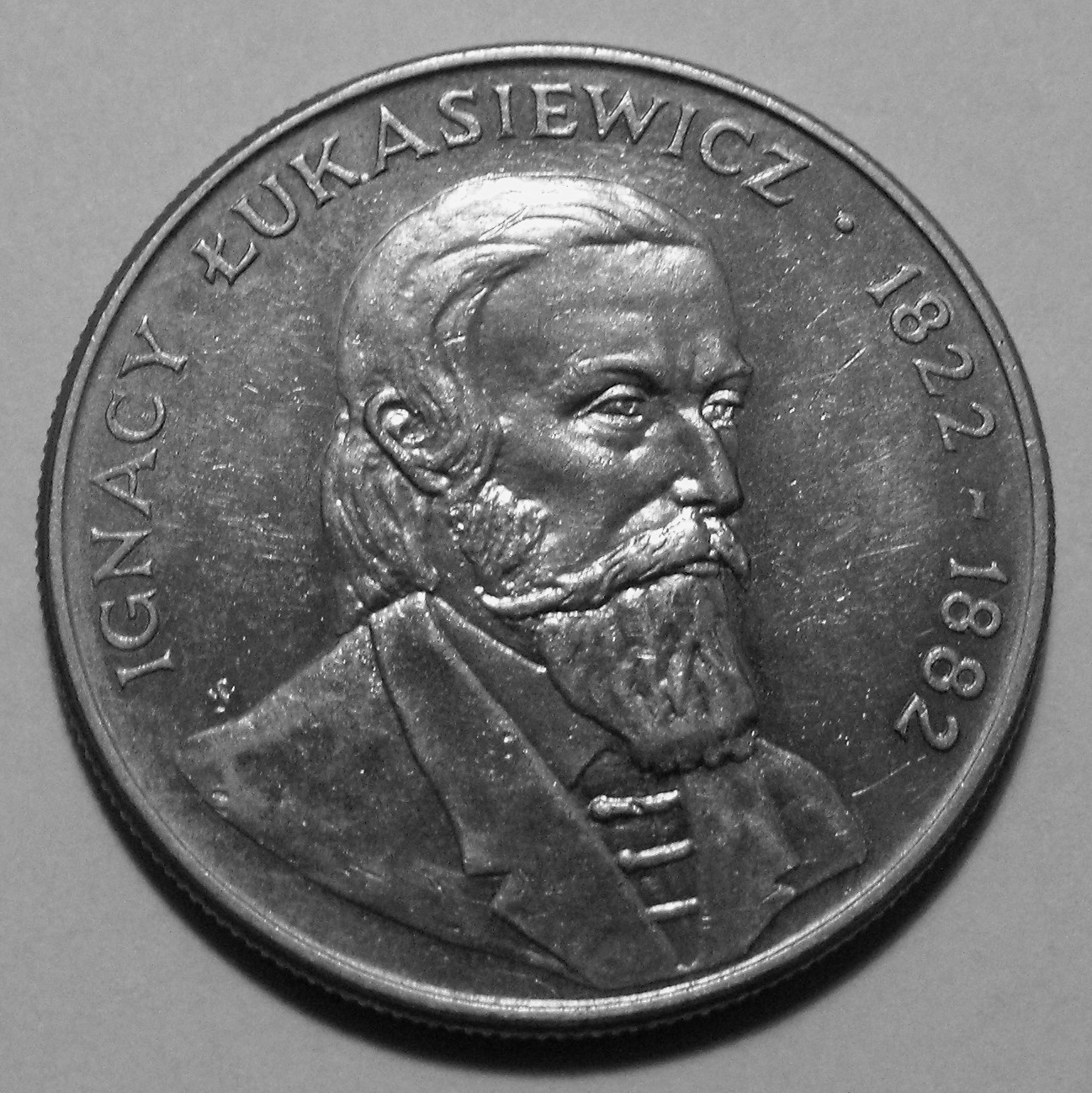
Пам'ятна монета, присвячена Ігнатію Лукасевичу